# 斯莫基尼亞灣

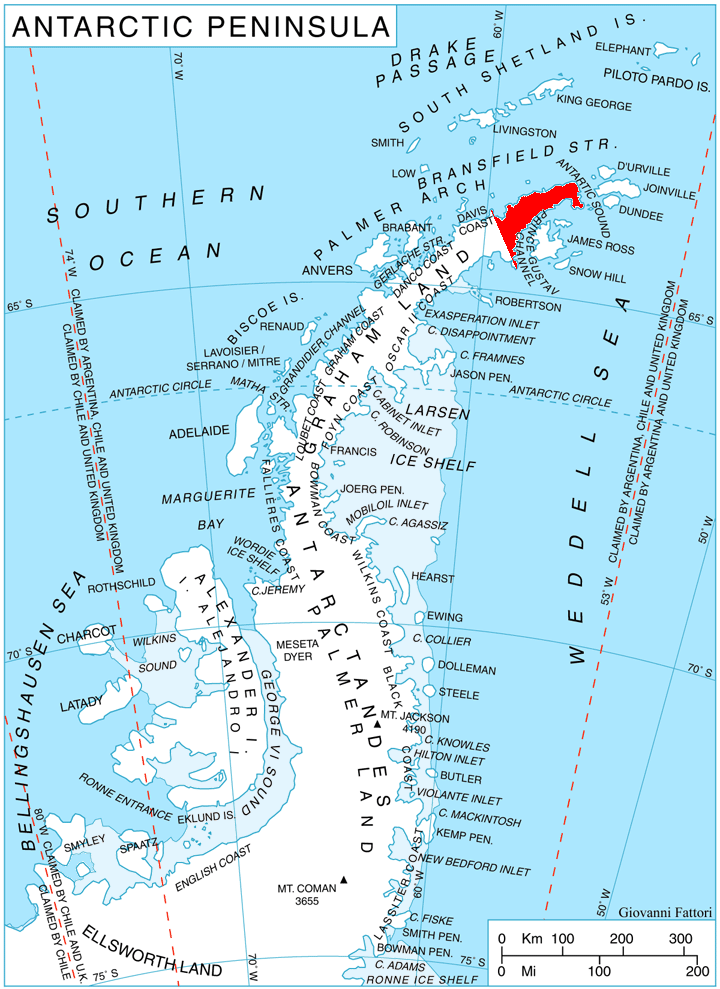

斯莫基尼亞灣（英語：Smokinya Cove），是南極洲的海灣，位於特里尼蒂半島東南岸的古斯塔夫王子海峽，長2.2公里、寬3.5公里，現時由南極條約體系管理。